# کردهای آناتولی مرکزی

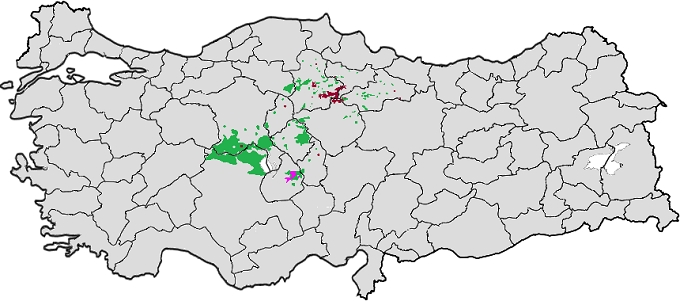
نقشه کردهای آناتولی مرکزی

کردهای آناتولی بخشی از کردهایی هستند که در مرکز فلات آناتولی زندگی می‌کنند. هرچند ایشان در بخش‌های گسترده‌ای از آناتولی پراکنده‌اند، ولی جمعیت بزرگی را پیرامون دریاچه توز در استان‌های قونیه، آق‌سرای و آنکارا به هم ساخته‌اند. ایشان بیش‌تر به کردی سخن می‌گویند و مسلمان هستند که بسیاری از اهل سنت و برخی از علویان پیروی می‌کنند. به گمان نخستین نشانه‌ها از حضور کردان در این سرزمین، همچون دیگر مسلمان، به پس از نبرد ملازگرد بازمی‌گردد.